# Keteleeria
Keteleeria è un genere di tre specie di conifere della famiglia delle Pinaceae descritto per la prima volta come genere nel 1866.
Il nome "Keteleeria" deriva da JB Keteleer (1813–1903), un vivaista francese. È imparentato con i generi Nothotsuga e Pseudolarix. Si distingue da Nothotsuga per le pigne molto più grandi e da Pseudolarix per le foglie sempreverdi e per le pigne che non si sfaldano facilmente a maturità. Tutti e tre i generi condividono la caratteristica insolita delle pigne maschili prodotte in ombrelle di più esemplari da un'unica gemma, e anche nella loro capacità, molto rara nelle Pinaceae, di potersi rigenerare dopo il ceduo.

## Descrizione
Alberi sempreverdi con chioma ampia e rami lunghi e irregolari. Corteccia fessurata longitudinalmente. Rami debolmente increspati e scanalati con pulvini poco definiti e piccole cicatrici fogliari circolari; rametti corti assenti. Foglie disposte a spirale e solitamente pettinate, occasionalmente disposte quasi radialmente, da lineari a lanceolate, appiattite, vena mediana rialzata su entrambi i lati, linee stomatiche generalmente tutte abassiali, in 2 bande separate dalla vena mediana, fascio vascolare 1, canali resinosi 2, sublaterale, marginale. Coni pollinici laterali o terminali, 4-8 in grappoli umbellati, derivanti da un'unica gemma; polline 2-saccato. Coni seme terminali, solitari, eretti, conico-cilindrici, a maturazione 1º anno; rachide che si stacca vicino alla base o si disintegra lentamente. Scaglie di semi legnose, persistenti. Brattee ligulato-spatolate, lunghe la metà delle squame del seme, apice cuspidato o trilobate. Semi triangolari-oblunghi, ricoperti da 1 lato da un'ala, insieme lunghi come scaglie di semi; ala brillante, coriacea-membranosa. Cotiledoni 2-4. Germinazione ipogea. 2n=24